# إكس بي دي إف
إكس بي دي إف (بالإنجليزية: Xpdf) هو قارئ صيغة المستندات المنقولة حر ومفتوح المصدر لأنظمة التشغيل التي تستند إلى مجموعة أدوات كيوت. تم كتابة الإصدارات السابقة حتى الإصدار 4.00 لنظام نظام النافذة إكس وموتف.

## روابط خارجية
- الموقع الرسمي